# Park Narodowy Monte Pascoal
Park Narodowy Monte Pascoal – park narodowy leżący we wschodniej części Brazylii w stanie Bahia, na obszarze Mata Atlantica. Liczy 255 km² powierzchni. Na jego obszarze istnieje ostoja ptaków IBA, tożsama z powierzchnią parku. Granice parku wynoszą 108 km.

## Warunki naturalne
Park narodowy leży w korytarzu centralnym ekoregionu Mata Atlantica. Najwyższe wzniesienie to Monte Pascoal (556 m n.p.m.). Prócz wspomnianej góry park obejmuje także nieco wzgórz i równin, większość terenu zajmuje jednak las atlantycki, występują miejsca piaszczyste i namorzyny. Średnia temperatura roczna 22-24 °C, średnia roczna suma opadów 1500–1750 mm.

## Flora
Roślinność parku cechuje higrofilność. Występuje tu duża różnorodność mchów, porostów, przedstawicieli obrazkowatych (Araceae) i storczykowatych (Orchidaceae); z tych ostatnich obecne są m.in. Cattleya schillerina, Laelia tenebrosa i L. grandis. Z palm występuje atalia brazylijska (Attalea funifera), używana do produkcji włókna.

## Fauna
Z ssaków w PN Monte Pascoal występuje m.in. wiewiórka Sciurus aestuans, kapibara (Hydrochoerus hydrochaeris), tamandua (Tamandua tetradactyla), aguti (Dacyprocta), paka nizinna (Cuniculus paca), jaguar (Panthera onca), puma (Puma concolor). Rzadko napotkać można ursona Chaetomys subspinosus, leniwca grzywiastego (Bradypus torquatus), wyjca Alouatta guariba.

### Awifauna
BirdLife International w 2008 roku utworzyło na obszarze parku ostoję ptaków IBA ze względu na dziesięć gatunków ptaków. Pięć z nich jest zagrożonych; są to amazonka tęczowa (Amazona rhodocorytha), amazonka pąsowa (A. vinacea), pustelnik hakodzioby (Glaucis dohrnii), bławatnik modry (Cotinga maculata) oraz bławatnik białoskrzydły (Xipholena atropurpurea). Do narażonych należą barwniczka zółtosterna (Touit surdus), jagodowiec jarzębaty (Carpornis melanocephala), królówka brazylijska (Onychorhynchus swainsoni) i mrówiaczek białosterny (Myrmotherula urosticta), a jeden gatunek – konura złotoczelna (Aratinga auricapillus) – jest bliski zagrożenia. Z gatunków nieuznanych za „trigger species” występuje m.in. wojownik ozdobny (Spizaetus ornatus) i wojownik czarny (S. tyrannus), zanim wymarł na wolności występował tu czubacz garbonosy (Mitu mitu), prócz tego ziarnojadek kasztanowobrzuchy (Oryzoborus angolensis).